# Guglielmo Ferrero
Guglielmo Ferrero (21 de julio de 1871 - 3 de agosto de 1942) fue un historiador, periodista y novelista italiano de filiación liberal. 

## Biografía
Nacido en Portici, cerca de Nápoles, Ferrero estudió Derecho en Pisa, Bolonia y Turín. Contrajo matrimonio con Gina Lombroso, hija de Cesare Lombroso, un sociólogo e historiador con quien escribió La mujer criminal y la prostituta. Durante el periodo 1891-1894 Ferrero viajó intensamente por Europa, y en 1897 escribió La joven Europa. Tras estudiar la historia de Roma Ferrero volvió al ensayo político y a las novelas. Con el ascenso del fascismo, y tras ser forzados los liberales a abandonar el país, Ferrero se negó a exiliarse, siendo sometido a arresto domiciliario. En 1929 Ferrero acepta una cátedra en la Universidad de Ginebra. Sus siguientes trabajos los dedicará a la Revolución francesa y Napoleón Bonaparte.
Murió en 1942 en Mont-Pelerin-sur-Vevey, Suiza.

## Principales obras
- L'Europa giovane (1897)
- Il militarismo. Dieci conferenze (1898)
- Grandezza e decadenza di Roma (5 v., 1901-1907)
- Roma nella cultura moderna (1910)
- Fra due mondi (1913)
- Da Fiume a Roma (1924)
- La democrazia in Italia (1925)
- L'enigma democratico (1926)
- La terza Italia (4 v., 1926-1936)
- Aventure, Bonaparte en Italie (1936)
- Reconstruction: Telleyrand a Vienne (1940)
- Poder: los genios invisibles de la ciudad (1942)